# Csi Szokcsin
Csi Szokcsin (hangul: 지석진, RR: Ji Seok-jin; 1966. február 10.–) dél-koreai humorista, televíziós műsorvezető.

## Élete és pályafutása
1992-ben énekesként debütált 난 알아요 (Nan arajo (Nan arayo), Tudom) című dalával.
Csi (Ji) olyan népszerű műsorokat vezetett, mint a Star Golden Bell vagy a Truth Game (진실게임, Csinsil keim (Jinsil geim)), 2010 óta pedig a Running Man állandó szereplője.

## Filmográfia
- 2003: KBS2 Sunday is 101%
- 2006: KBS2 Happy Sunday: Heroine 6/Heroines 5, High Five
- 2006–2010: KBS2 Star Golden Bell
- 2007: SBS Truth Game
- 2008: KBS2 Cider
- 2010–: SBS Running Man
- 2011–: MBC Death Camp 24 Hours
- 2012–: MBC Survival King